# Microregione di Paulo Afonso
Paulo Afonso è una microregione dello Stato di Bahia in Brasile, appartenente alla mesoregione di Vale São-Franciscano da Bahia.

## Comuni
Comprende 6 municipi:
- Abaré
- Chorrochó
- Glória
- Macururé
- Paulo Afonso
- Rodelas